# Jaume Magré Ferrán
Jaume Magre Ferran (Lleida, 1964) és un professor universitari català, director de l'Escola d’Administració Pública de Catalunya des d'octubre de 2024.

## Trajectòria
Professor Titular de Ciència Política a la Universitat de Barcelona. Com acadèmic, s'ha especialitzat en l’àmbit de la ciència política, especialitzant-se en govern local i sistemes polítics municipals. És doctor en Ciències Polítiques per la Universitat de Barcelona, Llicenciat en Filosofia per la mateixa universitat i en Ciències Polítiques i de l’Administració per la Universitat Autònoma de Barcelona.
Ha sigut director de la Fundació Carles Pi i Sunyer d’Estudis Autonòmics i Locals des de 2006, des d'on ha impulsat recerques i estudis orientats a la millora de l'administració local. En la seva activitat investigadora, ha publicat diverses obres sobre comportament electoral, autonomies municipals i àrees metropolitanes, i ha participat com a expert en nombrosos projectes nacionals i internacionals. Així mateix, ha col·laborat amb entitats com la Unió de Gestors Territorials d’Europa (UDITE) i forma part de grups de recerca en estudis locals.
La seva experiència docent inclou assignatures en Ciència Política i Metodologies de la Recerca a la UB, on també coordina el grup de recerca en Estudis Locals (GREL).